# Kościół Matki Bożej Bezpiecznej Przystani w Ħamrun
Kościół Matki Bożej Bezpiecznej Przystani (malt. Il-knisja ta’ Porto Salvo, ang. Church of Porto Salvo), znany też jako Santu Nuzzu – rzymskokatolicki kościół w miejscowości Ħamrun na Malcie. Świątynia należąca do parafii św. Kajetana w Ħamrun stoi przy głównej ulicy Triq il-Kbira San Ġużepp pod numerem 637.

Kościół jest pod patronatem świeckim.

## Historia
Kościół jest pod wezwaniem Matki Bożej Bezpiecznej Przystani (Porto Salvo). Abela w Descrittione di Malta (1647) nazywa ten kościół „chiesa di San Giuseppe”. Nie jest pewne, czy pierwotnie był poświęcony św. Józefowi, czy też tak został nazwany, ponieważ znajdował się w miejscu zwanym Casale San Giuseppe, jak wówczas nazywano dzisiejsze Ħamrun. Niewykluczone również, że lokalna nazwa Casale San Giuseppe wzięła się od tytułu kaplicy, którą pierwotnie wzniesiono w latach 1605–1620. Budowę kaplicy rozpoczął rycerz Fra Pietro di Gaeta, zaś kontynuował w latach 1620–1640 Fra Eugenio Ramirez Maldonato. Budowniczym był niejaki Pancrazio Briffa.
Nowo wybudowany kościół został poświęcony 31 sierpnia 1645. Od tego momentu służył on jako kościół wiceparafialny dla mieszkańców najbliższej okolicy. W owym czasie teren ten był częścią parafii Birkirkara. 
W okolicach połowy XVIII wieku budynek został przebudowany przez Margeritę Grech, co potwierdza notariusz Franciscus Alfano aktem z 4 lutego 1745 (Hughes podaje datę budowy 1736). Margerita była żoną duchownego Antonio (Tonnuccio) Agiusa i najprawdopodobniej to od jego imienia przylgnęła zwyczajowa nazwa Ta’ Nuzzu (ang. Antonuccio’s; pol. Antonuccia), która później przeszła w Santonuzzo (Santu Nuzzu). Nowa kaplica została pobłogosławiona przez arcybiskupa De Bussan w 1750. 
W 1875, po wybudowaniu w pobliżu nowego większego kościoła św. Kajetana, Ta’ Nuzzu stracił na jego rzecz status kościoła wiceparafialnego, a już definitywnie po utworzeniu w 1881 parafii Ħamrun.
W kościele, na początku swojej działalności św. George Preca prowadził katechezę. Między czerwcem 1941 a wrześniem 1943 w kościele i przyległym do niego budynku znaleźli schronienie karmelici bosi, którzy uciekli z Birgu przed bombardowaniami.
We wczesnych latach 90. XX wieku kościół został odnowiony, jednak dopiero w sierpniu 1999 otwarto go dla wiernych jako kaplicę adoracji Najświętszego Sakramentu. Kolejna renowacja przebiegała w latach 2016–2017, kiedy to odnowione zostały fasada kościoła wraz z fasadą wejścia do zakrystii, kopuła i dzwonnica kościoła.  

## Architektura
Nie jest znany architekt istniejącego dziś kościoła, jakkolwiek Giovanni Bonello, bazując na podobieństwie portali drzwi kościoła i drzwi prowadzących do zbrojowni wielkich mistrzów w Valletcie, ten ostatni zaprojektowany przez Romano Carapecchię, jemu właśnie przypisuje projekt świątyni. Hughes również wspomina o podobieństwie między architektonicznymi detalami Ta’ Nuzzu i portalu wejścia do zbrojowni.

### Wygląd zewnętrzny
Budynek kościoła ma kształt kwadratu, zwieńczony jest małą kopułą z latarnią z ośmioma oknami i kamiennym krzyżem na szczycie. Kopuła ta jest podzielona zdobionymi żebrami. Jest tam również mała dzwonnica ukryta za kopułą (jest widoczna na starych zdjęciach). Jako że ta część ulicy, przy której stoi kaplica jest stosunkowo wąska, dzwonnicy nie widać dziś z zewnątrz.
Fasada kościoła jest barokowa. Fasada ma dwa wysokie pilastry korynckie, które są oflankowane przez nieco niższe pilastry doryckie, stojące na niższych bazach. Nad nimi znajduje się łamany odcinkowy fronton, w którym umieszczony jest ozdobny kartusz z dwoma gałązkami podtrzymującymi koronę. Na szczycie frontonu krzyż patriarchalny. Po każdej stronie fasady, nieco cofnięty, znajduje się kamienny wazon, z którego wydobywa się płomień.

Nad głównymi drzwiami znajduje się wykuta w kamieniu dekoracja przedstawiająca motyw maryjny. Po każdej stronie drzwi znajduje się małe okno, które pozwala zajrzeć do środka, gdy kaplica jest zamknięta. Ponad drzwiami znajduje się małe okienko, po każdej jego stronie umieszczony jest kamienny herb. Niestety herby są na tyle uszkodzone, że można jedynie spekulować kogo reprezentują. Ten po prawej wydaje się być herbem arcybiskupa, ponieważ jest ozdobiony paskiem z frędzlami, kapeluszem biskupim („galero”) i krzyżem patriarchalnym, podczas gdy ten po lewej wydaje się należeć do któregoś wielkiego mistrza, bo zwieńczony jest koroną. Zazwyczaj herby te wskazują na wielkiego mistrza oraz biskupa, za których czasów zbudowano kościół. Można zatem spekulować, że są to herby wielkiego mistrza Antonio Manoela de Vilheny i biskupa Paula Alphérana de Bussan. Warto zwrócić uwagę, że poniżej herbu biskupiego z prawej strony widoczny jest również krzyż patriarchalny. Taki krzyż jest na ogół kojarzony z arcybiskupem metropolitą. Wiadomo również, że ówczesny biskup Malty, Paul Alphéran de Bussan został w 1746 arcybiskupem tytularnym Tamiathis.

### Wnętrze kościoła
Kościół ma kształt zbliżony do kwadratu o wymiarach około 6 m x 6 m; jest tam jeden ołtarz w apsydzie. Nad wejściem znajduje się balkon, na który wejście prowadzi z bocznego korytarza. Za ołtarzem jest zakrystia. Kościół zakrywa kopuła z latarnią wsparta na czterech zdobionych pendentywach. Kamienny ołtarz jest prosty, prawie w ogóle bez dekoracji - kontrastuje to z resztą wnętrza, które jest dość udekorowane.

Obraz tytularny Madonna tal-Porto Salvo, mimo że ołtarz jest poświęcony Nawiedzeniu Matki Bożej, przedstawia Madonnę otoczoną aniołami oraz św. Dominika klęczącego po lewej stronie i św. Wincentego Ferreri (ze skrzydłami) stojącego po prawej stronie. Święty Wincenty ma otwartą księgę ze słowami zaczerpniętymi z Księgi Objawienia 14:7 „Timete Deum et date illi honorem” (Bój się Boga i oddawaj Mu cześć).

Na predelli znajduje się niewielka owalna ramka, bogato zdobiona, z motywem maryjnym. Tabernakulum, które wcześniej tam się znajdowało zostało zastąpione dużą i nowoczesną w stylu monstrancją, w której wystawiany jest Najświętszy Sakrament. Po lewej stronie ołtarza znajdują się drzwi prowadzące do korytarza wiodącego do zakrystii.
Na sklepieniu konchowym apsydy, otoczony promieniami i putti, oraz na łuku gołębicą symbolizującą Ducha Świętego, góruje owalny obraz Niepokalane Poczęcie. 
Na ścianie ozdobna płyta potwierdzająca, iż fundatorzy nadali kościołowi wezwanie Nawiedzenia Najświętszej Maryi Panny. 

#### Obrazy w kościele
Poza obrazami w ołtarzu, w kościele znajdują się dzieła nieznanych malarzy: Święty Mikołaj oraz Święty Roch – umieszczone są na ścianie odpowiednio po lewej i prawej stronie obrazu tytularnego, Biczowanie Jezusa, Matka Boska Bolesna oraz Święta Helena. Ten ostatni może wskazywać na związki w przeszłości z parafią w Birkirkarze. W zakrystii obraz Matka Boża z Góry Karmel (w ołtarzu) oraz portret fundatorki kościoła.

## Świątynia dziś
Współcześnie (2023) kościół jest w bardzo dobrym stanie, jest otwarty od poniedziałku do soboty w godz. 8 – 18 dla adoracji Najświętszego Sakramentu.